# Castello di Vigolzone
Das Castello di Vigolzone ist eine mittelalterliche Burg im Hauptort der Gemeinde Vigolzone in der italienischen Emilia-Romagna. Die Burg liegt im Westen des bewohnten Zentrums im Südteil der Poebene, unweit der ersten Hügel des ligurischen Apennins.

## Geschichte
Erstmals wurde eine Burg in Vigolzone im Jahre 1095 erwähnt, als dort Lantelmo Confalonieri investiert wurde, eine Person, die an ein Vasallenverhältnis mit dem Bischof von Piacenza, Aldo, gebunden und darüber hinaus Kapitän der Piacentiner war, die im ersten Kreuzzug ins Heilige Land zogen. 1242 wurde dieses Gebäude von den Truppen Enzios von Sardinien erobert. Nachdem zwei Jahre seit der Einnahme der Burg vergangen waren, befahl König Enzio den Milizen von Cremona, die ihm zu Diensten waren, den Komplex bis auf die Grundmauern niederzubrennen. Von diesem ersten Gebäude blieben daher nur die Reste eines Rundturms, sowie einige unterirdische Spuren von Mauern und Türmen übrig, die das antike Castrum umschlossen.
1330 ließ Bernardo Anguissola, der den Posten eines Kavalleriegenerals in Diensten von Galeazzo I. Visconti bekleidete, die Burg wiederaufbauen. Das genaue Jahr dieses Wiederaufbaus bezeugt eine Inschrift in Stein, die ursprünglich am großen Turm angebracht war und später in einen der Innenräume versetzt wurde. Die Investitur der Familie Anguissola in die Burg wurde 1414 Pietro, dem Enkel Bernardos, bestätigt. Ein weiterer Enkel des Gründers, der Literat und Condottiere Giovanni Carlo Anguissola, baute in dem Gebäude im Laufe des 15. Jahrhunderts eine Grammatikschule auf. In den folgenden Jahren war die Burg in verschiedene Waffengänge verwickelt, wurde mehrmals belagert, darunter einmal, 1483, auch von Truppen Ludovico Sforzas.
1511 teilte man das Eigentum an der Burg zwischen verschiedenen Mitgliedern der Familie Anguissola auf, die bei dieser Gelegenheit die Waffen, die dort vorhanden waren, inventarisieren ließen, darunter einige Feldschlangen und Skorpione. 1517 wurde die Burg höchstwahrscheinlich von Truppen in Diensten von Odet de Foix erobert, die diverse Grausamkeiten an der örtlichen Bevölkerung begingen.
Am 23. Oktober 1521 wurde in der Nähe der Burg eine blutige Schlacht zwischen den französischen Streitkräften unter dem Kommando des Vizegouverneurs von Piacenza, Girolamo Trivulzio, und den Truppen der Familie Scotti aus Piacenza unter der Führung der Grafen Jacopo dal Verme und Giacomo Anguissola geschlagen. Diese hatte es am schlimmsten erwischt, da sie etwa 300 Opfer, sowie zahlreiche Gefangene, zu beklagen hatten, darunter auch Galeazzo Anguissola, der in Mailand in den Tagen nach der Schlacht zum Tode verurteilt wurde. Im folgenden Jahr zwang Trivulzio den Grafen Giacomo Anguissola, der aus Piacenza geflohen war, sich in die Burg zu flüchten, die er dann so lange belagerte, bis er von Gian Giacomo Pisarone gezwungen wurde, das Gebiet zu verlassen.
1888 weilte der Dichter Giosuè Carducci in der Burg, der in einigen Versen, die Elvira Boselli aus Piacenza gewidmet waren, seine Bewunderung für das Gebäude ausdrückte. Die Familie Anguissola behielt die Burg bis zum Aussterben des Familienzweiges 1936. Danach ging die Burg in den Besitz der Markgrafen Monticelli Obizzi di Crema über, die Restaurierungsarbeiten durchführen ließen, mit denen der Architekt Girbafranti aus Piacenza betraut wurde. Später kauften die Markgrafen Landi aus Chiavenna das Gebäude, die als ihre Residenz nutzten.

## Beschreibung

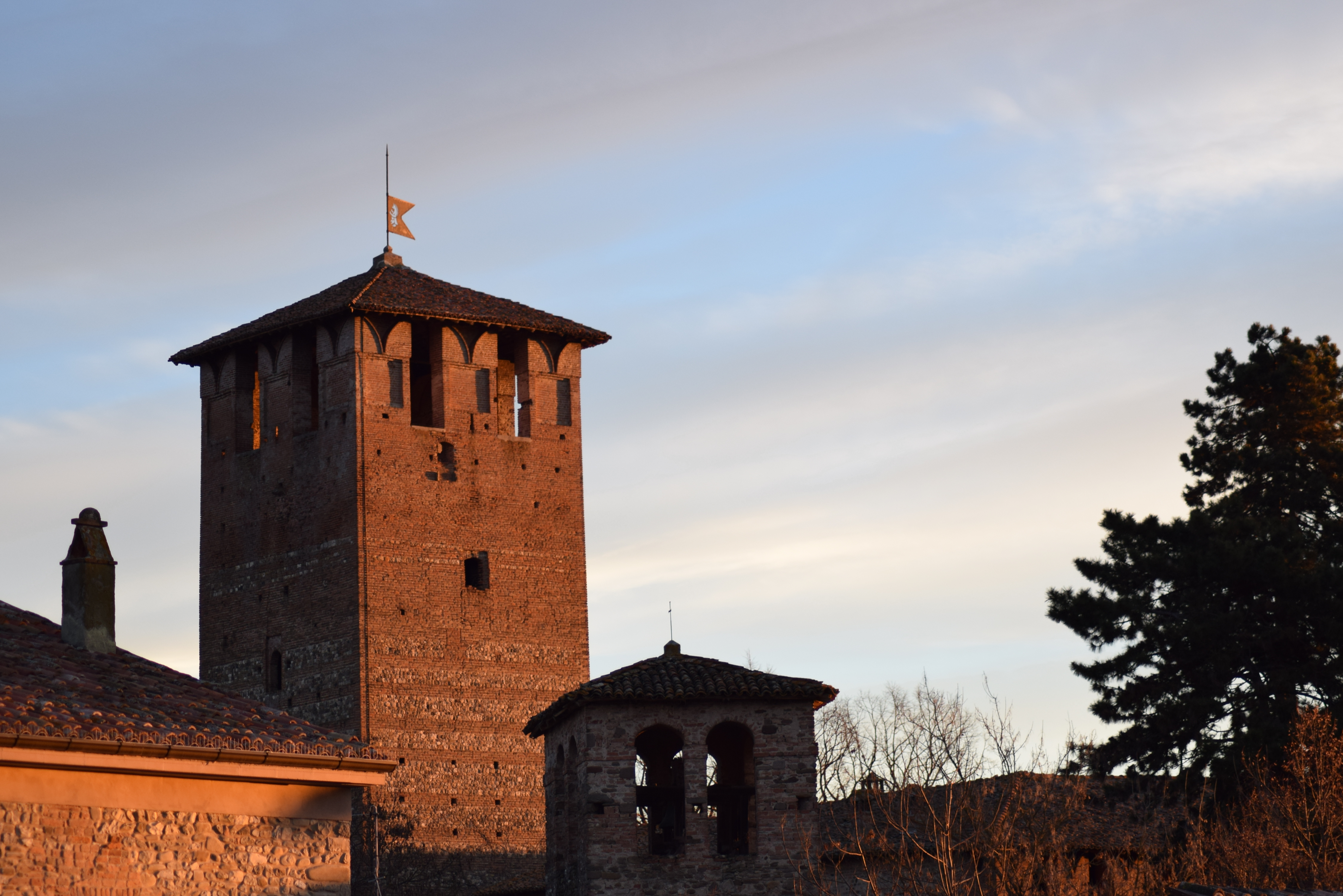
Detail des großen Turms

Der Bau, der geschaffen wurde, indem man militärische Bedürfnisse mit Wohnbedürfnissen verband, hat einen rechteckigen Grundriss mit Innenhof. Zwei Türme mit quadratischem Grundriss liegen an gegenüberliegenden Ecken der Anlage, was diese mit dem Castello di Bicchignano gemeinsam hat. Der große Turm auf der Nordseite dient als Bergfried; er ist 40 Meter hoch, mit Schwalbenschwanzzinnen versehen und beherrscht die Zugbrücke, die es ursprünglich gab, die aber später entfernt wurde. Ihr gewährte er Schutz.
Im Inneren liegt im Erdgeschoss die Aula, in der das Gericht des Lehens tagte, während sich im ersten Obergeschoss im linken Flügel des Gebäudes der Waffensaal mit einer Holzdecke befindet, die mit Schmuckpaneelen versehen ist, die die Wappen der Patrizierfamilien zeigen, die mit den Anguissolas aus Vigolzone durch Heirat in verwandtschaftlicher Verbindung standen. Einigen Studien zufolge gab es in dem Raum einen offenen Kamin, der auf dünnen Säulen ruhte, die mit den Symbolen der Familien Anguissola, Visconti und Fontana dekoriert waren. Im selben Stockwerk gab es ein Theater in einem 400 m² großen Saal, das 1860 durch einen Brand zerstört wurde.
In einem der Säle wurde die Inschrift eingemauert, die sich ursprünglich außen am Bergfried in der Nähe des Burggrabens befand und das Baujahr der Burg angibt; sie wurde später ins Innere des Gebäudes versetzt, um zu verhindern, dass sie durch Witterungseinflüsse beschädigt würde. Die Inschrift schließt mit den folgenden Willkommensworten: MCCC.XXX INCEPTUM-FUIT CASTRUM-DOMINO BERNARDI ANGUXOLLE-SEGNORI-(V)U SCIE TUTI GI BEN VEGNU. Sie erinnert an die Castello di Montechiaro im benachbarten Val Trebbia.